# Григоровка (Машевский район)
Григоровка (укр. Григорівка) — село,
Сахновщинский сельский совет,
Машевский район,
Полтавская область,
Украина.
Код КОАТУУ — 5323086203. Население по переписи 2001 года составляло 272 человека.

## Географическое положение
Село Григоровка находится у истоков реки Тагамлык,
ниже по течению примыкает село Сахновщина.
Рядом проходит автомобильная дорога Р-11.